# Idigny
Idigny est un arrondissement du Département du Plateau au Bénin.

## Géographie
Idigny est une division administrative sous la juridiction de la commune de Kétou,.

## Démographie
Selon le recensement de la population effectué par l'Institut National de la Statistique Bénin en 2013, Idigny compte 46 444 habitants pour une population masculine de 22 733 contre 23 711 femmes pour un ménage de 8 024.